# Palau Reial de Milà
El Palau Reial de Milà o (en italià:Palazzo Reale) va ser per molts segles seu del govern de la ciutat de Milà (Itàlia), residència de regents i és actualment un important centre cultural, seu de mostres i exposicions.
Durant el govern dels Habsburg va patir un remodelatge neoclàssic a càrrec de l'arquitecte italià Giuseppe Piermarini; el palau està situat a la dreta de la façana del Duomo, en posició oposada respecte a la coneguda Galería Víctor Manuel II. La façana del palau segueix la línia d'un antic pati, formant una entrada respecte a la Piazza del duomo, nomenada piazzetta Reale.
Destaca la Sala delle Cariatidi («Sala de les Cariàtides») a la planta principal del palau, que ocupa el lloc de l'antic teatre, cremat el 1776, i és l'únic ambient que va sobreviure al dur bombardeig de la ciutat el 1943, durant el qual es van perdre els interiors neoclàssics.

## Història

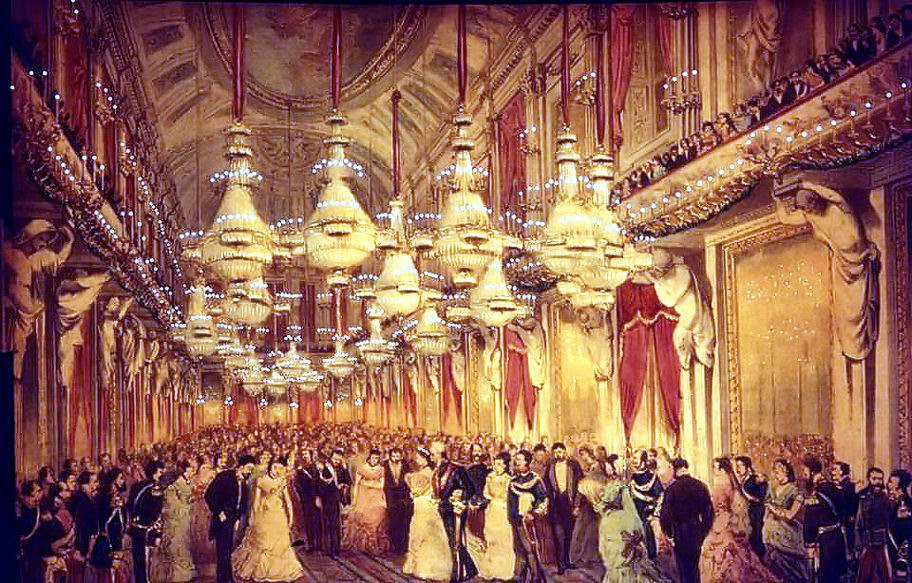
Festa de recepció de l'emperador Guillem I de Prússia en la Sala d'Actes de les Cariàtides del Palau Reial de Milà el 17 d'octubre de 1875. Aquesta és una de les imatges excepcionals en què se'n pot veure com era el Saló de les Cariàtides abans de la seva destrucció pel foc el 15 d'agost 1943.

Seu del govern de la ciutat des de la baixa edat mitjana, va ser conegut pel nom de Palazzo del Broletto Vecchio i també com Palazzo dell'Arengo, és un altre terme medieval que designava a Itàlia la plaça on es desenvolupaven les assemblees comunals. va veure reforçat el seu paper de centre polític amb l'adveniment dels senyorius dels della Torre (o Torriani), els Visconti i els Sforza. A partir d'aleshores va ser escenari d'una fastuosa vida cortesana, investidures i rebudes solemnes.
A la segona meitat del segle xviii Milà era, en virtut del Tractat d'Utrecht, sota el domini d'Àustria, i el Palau Reial va ser revestit d'ornaments i decoracions inspirades en el barroc, prèviament a la transformació neoclàssica que rebria a la fi de segle de la mà de Giuseppe Piermarini, qui havia estat investit el 1769 com a Arquitecte Reial Imperial de la Lombardía Habsburg. Piermarini va mantenir sobre la regió una espècie de monopoli arquitectural, supervisant dotzenes de projectes i elevant els nivells de professionalitat en la regió, i va projectar entre altres edificis La Scala, el famós teatre d'òpera de la ciutat.

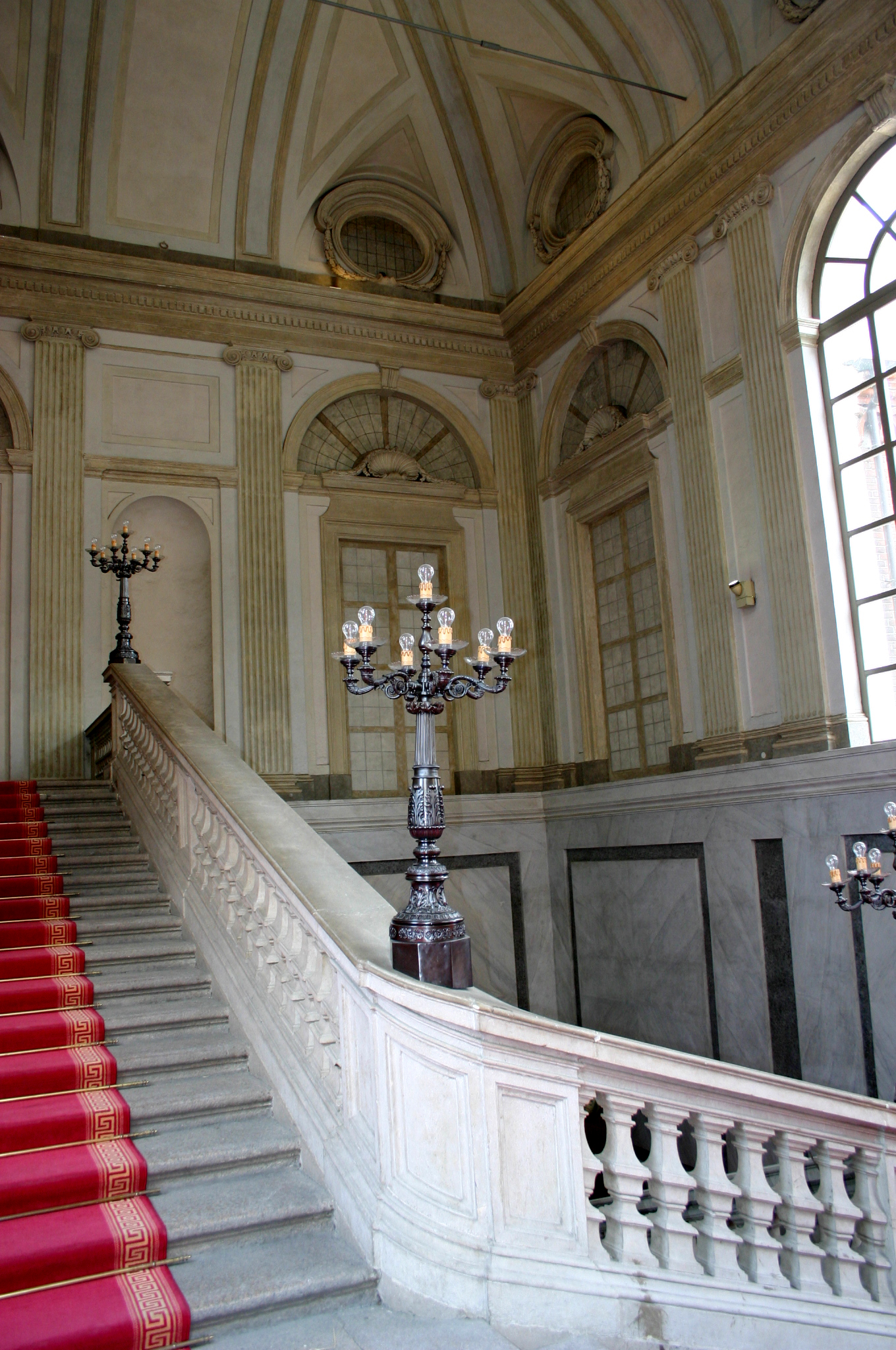
La escala d'honor del Palau en estil neoclàssic

Originàriament projectat amb un sistema de dos patis, un d'ells va ser parcialment demolit durant el seu remodelatge per obrir-ho a la plaça del Duomo; la façana actual del palau segueix la línia de l'antic pati, formant una entrada respecte a la plaça del Duomo, nomenada piazzetta Reale, que es troba a la dreta de la façana de la catedral de la ciutat, en posició oposada a les Galeries Víctor Manuel II.
El remodelatge va tenir lloc entre 1769 i 1778, coincidint al final amb el treball a La Scala (1776-1778), en un estil que ha estat definit com un «neo-palladiano una mica àrid». Piermarini va invitar el també arquitecte i decorador Giocondo Albertolli a decorar diverses sales del palau continuant els seus dissenys, entre elles la Sala de les Cariàtides, que li va prendre dos anys completar.
Des del seu remodelatge va ser palau dels regents, des de Maria Teresa I d'Àustria a Napoleó Bonaparte, Ferran I de les Dues Sicílies i la Casa de Savoia. Entre 1803 i 1807, Andrea Appiani, retratista oficial de Napoleó, va executar un fresc monocromàtic monumental a la Sala de les Cariàtides celebrant les victòries de Napoleó, que és conegut actualment a través de gravats. Entre 1808 i 1810 va completar una altra sèrie de frescs a gran escala al palau, el més elaborat dels quals, realitzat per a la Sala del Tron -que ocupava el favorit de l'emperador- va ser titulat El triomf de Júpiter-Napoleó, dominant el món.
El 1920 el Palau Reial va passar a propietat estatal, i va ser obert a les visites dels ciutadans. Els bombardejos de 1943, durant la Segona Guerra Mundial, van destruir parcialment l'edifici, que és en la tercera fase i final d'un procés de restauració de més de vint anys de durada per recuperar l'esplendor d'antany.

## El Museu del Palau

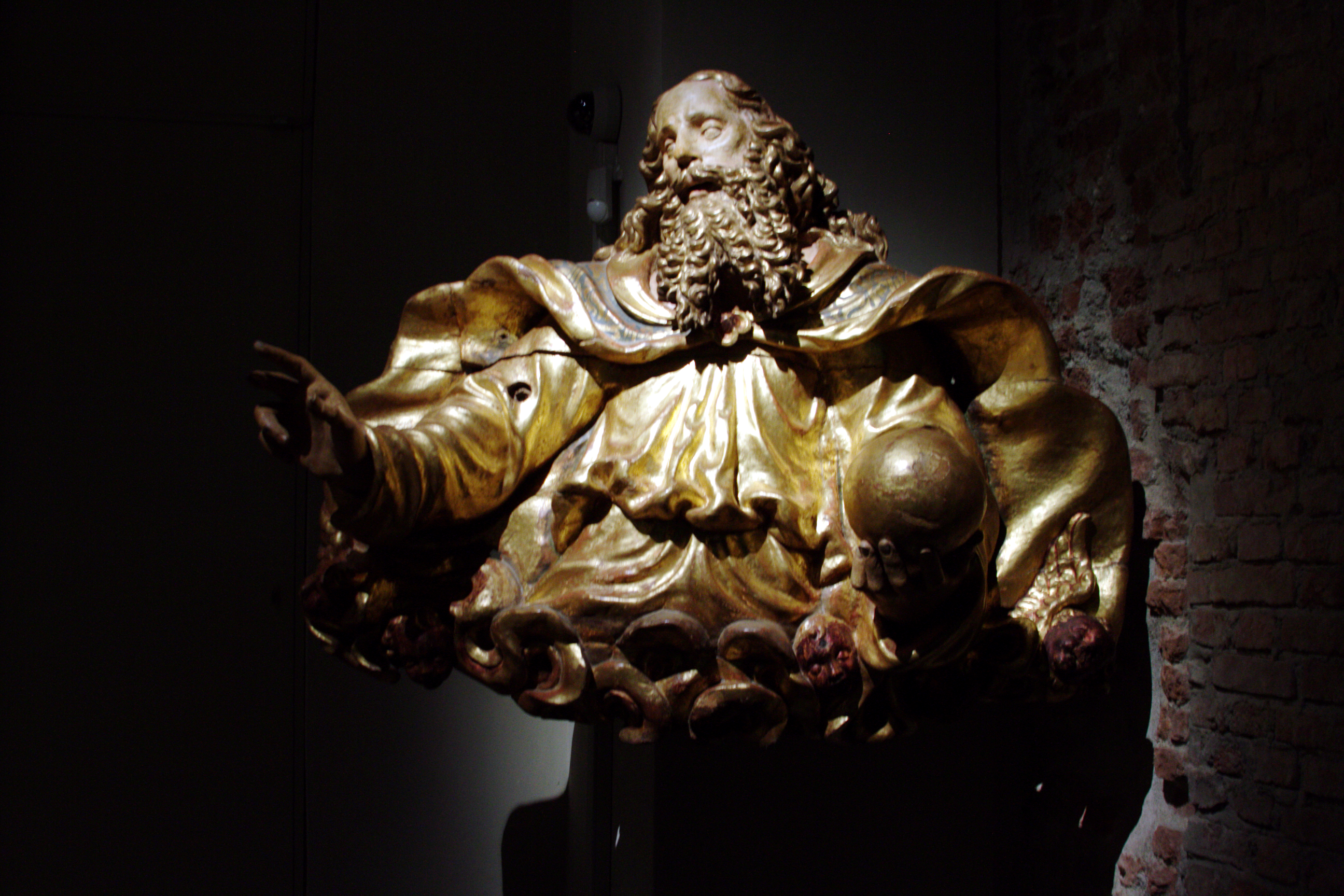
Escultura del Pare Etern al Museu del Palau Reial.

Solament a començaments del segle xxi, més de cinquanta anys després de la destrucció durant la guerra, el Palau Reial és quand troba un paper central a la vida social i cultural de Milà. A les dues primeres etapes, han permet als visitants l'oportunitat d'admirar les sales del Museu del Palau amb un itinerari a través de les quatre èpoques de l'històric Palau: el Neoclassicisme, l'època de Napoleó Bonaparte, la Restauració europea i la Unificació d'Itàlia.
La restauració de l'edifici i el seu interior, es va portar a terme mitjançant una complexa tasca de reconstrucció dels mobles originals per permetre una lectura més àmplia i articulada històrica i estilística de la vida cortesana. Les primeres sales visibles pertanyents al període neoclàssic, amb la reconstrucció que va des de Giuseppe Piermarini als temps de Napoleó, són les que millor expliquen l'esplendor de l'època «il·lustrada», en el que la ciutat tenia un paper important a Europa. La tercera fase de la restauració, finalitzada el 2008, es mantenen les forma de vida de l'última fase dels Habsburg (1837).
El Palau Reial és un centre cultural al cor de la ciutat en coordinació amb altres tres sales d'exposicions: la Rotonda della Besana, el Palazzo della Ragione i el Palazzo dell'Arengario seu del Museu del Novecento.
L'edifici va tenir un paper important pel que fa a l'art a Milà, com ho demostra el gran èxit de les exposicions dels últims anys que han inclòs a Claude Monet, Pablo Picasso, Piero Manzoni i d'altres pintors i escultors. Fonamental va ser l'exposició inaugurada al Palau Rial del 2009 amb motiu del centenari del naixement del futurisme. Des del novembre de 2013 la col·lecció del Gran Museu del Duomo de Milà es va mostrar al públic en una ala del Palau Reial.